# Президентські вибори у США 1988
Президентські вибори в США 1988 року проходили 8 листопада. Рональд Рейган, незважаючи на свою величезну популярність, відповідно до 22-ї поправки до Конституції не міг висуватися на третій термін, тому республіканці номінували віцепрезидента Джорджа Буша-старшого. Демократи висунули губернатора Массачусетса Майкла Дукакіса. У той час як Буш вміло використовував на свою користь популярність Рейгана, передвиборча кампанія Дукакіса була відзначена низкою провалів та різкою критикою з республіканською боку (переважно, втім, брехливою, наприклад, настійна вимога відкрити медичну історію Дукакіса та натяки на його якесь психіатричне захворювання). Серйозне початкове превалювання Дукакіса в опитуваннях громадської думки (близько 17 % на його користь) швидко випарувалося і внаслідок Буш здобув переконливу перемогу. Це стало третьою поспіль оглушливою поразкою демократичного кандидата.

## Загальні відомості
Стаття Друга Конституції передбачає, що Президент і Віцепрезидент Сполучених Штатів повинні бути природженими громадянами США, принаймні 35-річного віку, і жити в країні протягом не менш ніж 14-ти років. Кандидати в президенти найчастіше висуваються від однієї з різних політичних партій США, і в цьому випадку кожна зі сторін розробляє метод (наприклад, праймеріз), щоб вибрати того, хто, на думку партії, найкраще підходить для висунення на цю посаду. Традиційно, праймеріз — це непрямі вибори, в яких виборці голосують за делегата, який зобов'язується підтримати певного кандидата. Члени партії офіційно номінують кандидата для висунення від імені партії. Загальні вибори в листопаді також є непрямими, коли виборці голосують за членів Колегії виборників; ці виборники, своєю чергою, безпосередньо обирають президента і віцепрезидента.

## Вибори

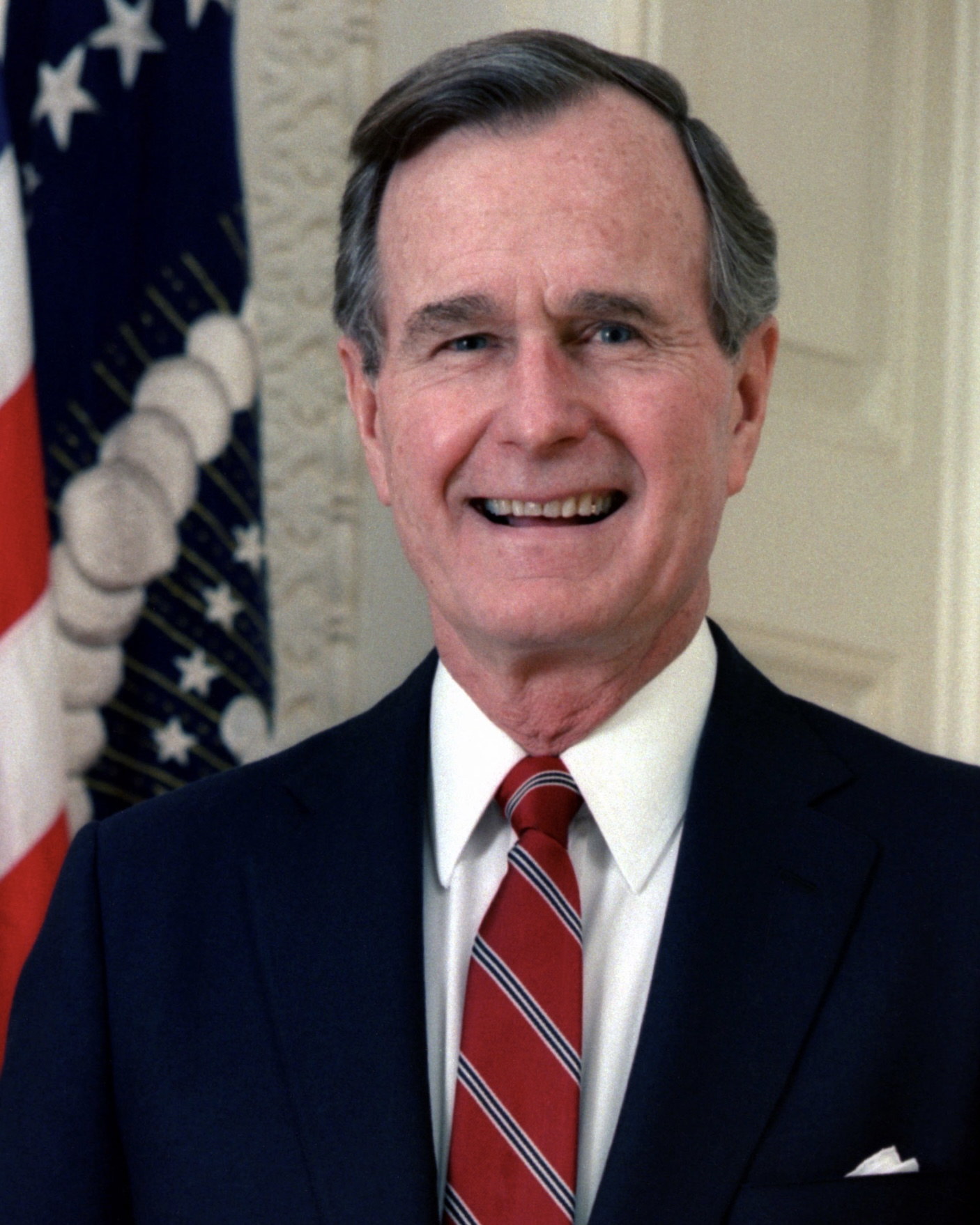
На виборах 1988 року Джордж Буш був обраний 41-м президентом США.

### Результати
| Кандидат      | Партія                 | Виборці    | Виборці | Виборники |
| Кандидат      | Партія                 | Кількість  | %       | Виборники |
| ------------- | ---------------------- | ---------- | ------- | --------- |
| Джордж Буш    | Республіканська партія | 48 886 597 | 53,4 %  | 426       |
| Майкл Дукакіс | Демократична партія    | 41 809 476 | 45,6 %  | 111       |
| Ллойд Бентсен | Демократична партія    | -          | -       | 1 (a)     |
| Рональд Пол   | Лібертаріанська партія | 431 750    | 0,5 %   | 0         |
| Ленора Фулані | Партія нового альянсу  | 217 221    | 0,2 %   | 0         |
| інші          |                        | 249 642    | 0,3 %   | 0         |
| Усього        | Усього                 | 91 594 686 | 100 %   | 538       |

- (а)  одна з виборників від Західної Вірджинії замість того, щоб проголосувати за Дукакіса як президента та Бентсена як віцепрезидента відповідно до рішення виборців його штату, порушила свою обіцянку та опустила бюлетень за Бентсена як президента та Дукакіса як віцепрезидента на знак протесту проти системи виборників.

## Голосування по штатах
| Штат                       | Виборників | Джордж Буш | Майкл Дукакіс | інші  |
| -------------------------- | ---------- | ---------- | ------------- | ----- |
| Алабама                    | 9          | 59,2 %     | 39,9 %        | 1,0 % |
| Аляска                     | 3          | 59,6 %     | 36,3 %        | 4,1 % |
| Аризона                    | 7          | 60,0 %     | 38,7 %        | 1,3 % |
| Арканзас                   | 6          | 56,4 %     | 42,2 %        | 1,4 % |
| Айдахо                     | 4          | 62,1 %     | 36,0 %        | 1,9 % |
| Айова                      | 8          | 44,5 %     | 54,7 %        | 0,8 % |
| Вайомінг                   | 3          | 60,5 %     | 38,0 %        | 1,5 % |
| Вашингтон                  | 10         | 48,5 %     | 50,0 %        | 1,5 % |
| Вермонт                    | 3          | 51,1 %     | 47,6 %        | 1,3 % |
| Вірджинія                  | 12         | 59,7 %     | 39,2 %        | 1,0 % |
| Вісконсин                  | 11         | 47,8 %     | 51,4 %        | 0,8 % |
| Гаваї                      | 4          | 44,8 %     | 54,3 %        | 1,0 % |
| Делавер                    | 3          | 55,9 %     | 43,5 %        | 0,6 % |
| Джорджія                   | 12         | 59,8 %     | 39,5 %        | 0,7 % |
| Західна Вірджинія          | 6          | 47,5 %     | 52,2 %        | 0,3 % |
| Іллінойс                   | 24         | 50,7 %     | 48,6 %        | 0,7 % |
| Індіана                    | 12         | 59,8 %     | 39,7 %        | 0,5 % |
| Каліфорнія                 | 47         | 51,1 %     | 47,6 %        | 1,3 % |
| Канзас                     | 7          | 55,8 %     | 42,6 %        | 1,6 % |
| Кентуккі                   | 9          | 55,5 %     | 43,9 %        | 0,6 % |
| Колорадо                   | 8          | 53,1 %     | 45,3 %        | 1,7 % |
| Коннектикут                | 8          | 52,0 %     | 46,9 %        | 1,1 % |
| Луїзіана                   | 10         | 54,3 %     | 44,1 %        | 1,7 % |
| Массачусетс                | 13         | 45,4 %     | 53,2 %        | 1,4 % |
| Міннесота                  | 10         | 45,9 %     | 52,9 %        | 1,2 % |
| Міссісіпі                  | 7          | 59,9 %     | 39,1 %        | 1,0 % |
| Міссурі                    | 11         | 51,8 %     | 47,9 %        | 0,6 % |
| Мічиган                    | 20         | 53,6 %     | 45,7 %        | 0,8 % |
| Монтана                    | 4          | 52,1 %     | 46,2 %        | 1,7 % |
| Мен                        | 4          | 55,3 %     | 43,9 %        | 0,8 % |
| Меріленд                   | 10         | 51,1 %     | 48,2 %        | 0,7 % |
| Небраска                   | 5          | 60,2 %     | 39,2 %        | 0,6 % |
| Невада                     | 4          | 58,9 %     | 37,9 %        | 3,2 % |
| Нью-Гемпшір                | 4          | 62,5 %     | 36,3 %        | 1,7 % |
| Нью-Джерсі                 | 16         | 56,2 %     | 42,6 %        | 0,8 % |
| Нью-Мексико                | 5          | 51,9 %     | 46,9 %        | 1,2 % |
| Нью-Йорк                   | 36         | 47,5 %     | 51,6 %        | 0,9 % |
| Огайо                      | 23         | 55,0 %     | 44,1 %        | 0,9 % |
| Оклахома                   | 8          | 57,9 %     | 41,3 %        | 0,8   |
| Орегон                     | 7          | 46,6 %     | 51,3 %        | 2,1 % |
| Пенсільванія               | 25         | 50,7 %     | 48,4 %        | 0,9 % |
| Род-Айленд                 | 4          | 43,9 %     | 55,6 %        | 0,4 % |
| Північна Дакота            | 3          | 56,0 %     | 43,0 %        | 1,0 % |
| Північна Кароліна          | 13         | 58,0 %     | 41,7 %        | 0,3 % |
| Теннессі                   | 11         | 57,9 %     | 41,5 %        | 0,6 % |
| Техас                      | 29         | 56,0 %     | 43,3 %        | 0,7 % |
| Федеральний округ Колумбія | 3          | 14,3 %     | 82,6 %        | 3,0 % |
| Флорида                    | 21         | 60,9 %     | 38,5 %        | 0,6 % |
| Південна Дакота            | 3          | 52,8 %     | 46,5 %        | 0,6 % |
| Південна Кароліна          | 8          | 61,5 %     | 37,6 %        | 0,9 % |
| Юта                        | 5          | 66,2 %     | 32,0 %        | 1,7 % |